# 渡辺三雄
渡辺 三雄（わたなべ みつお、1947年 - 2010年11月21日）は、日本の映画照明技師。福島県出身。 
石原プロモーションに照明助手として入社し、藤林甲、椎葉昇に師事した後、1976年テレビドラマ『大都会 闘いの日々』で照明技師に昇進。1978年フリーとなり、同年の映画『最も危険な遊戯』で劇場作品デビュー。以来、東映セントラル作品を中心に、村川透、森田芳光、降旗康男らの現場に多く就く。B級アクションから文芸大作、SFやラブストーリーまでジャンルを問わず多数手掛け、担当映画作品数は70本を超える日本映画界を代表するライトマンであったが、2010年11月21日急死。同年10月31日に同じく東映セントラル作品を支えた照明技師・井上幸男が死去した直後でもあったことから、映画界に大きな衝撃を与えた。

## 作品歴
- 大都会 闘いの日々（TV）
- 大都会 PARTII（TV）
- 大追跡（TV）
- 最も危険な遊戯
- 殺人遊戯
- 蘇える金狼
- 探偵物語（TV）
- 大激闘マッドポリス'80（TV）
- 薔薇の標的
- 野獣死すべし
- ヨコハマBJブルース
- 獣たちの熱い眠り
- 化石の荒野
- 野獣刑事
- 汚れた英雄
- 探偵物語
- 里見八犬伝
- Wの悲劇
- 早春物語
- ア･ホーマンス
- 恋人たちの時刻
- 湘南爆走族
- この愛の物語
- ラブストーリーを君に
- 愛と平成の色男
- キッチン
- ウォータームーン
- 女がいちばん似合う職業
- 福沢諭吉
- 赤と黒の熱情
- 免許がない!
- 大夜逃 夜逃げ屋本舗3
- バースデイプレゼント
- 共犯者
- 鉄道員
- 黒い家
- ホタル
- プラトニック・セックス
- チルソクの夏
- 赤い月
- 嗤う伊右ヱ門
- 海猫
- 同じ月を見ている
- 戦国自衛隊1549
- 出口のない海
- サウスバウンド
- 蛇にピアス
- わたし出すわ
- 笑う警官
- 行きずりの街
- 武士の家計簿
- これでいいのだ!!映画★赤塚不二夫
- 僕達急行 A列車で行こう

## 受賞歴
- 第23回日本アカデミー賞 照明賞ノミネート（『鉄道員』）
- 第25回日本アカデミー賞 照明賞ノミネート（『ホタル』）

| スタブアイコン | サブスタブ | この項目は、まだ閲覧者の調べものの参照としては役立たない、人物に関連した書きかけの項目です。この項目を加筆・訂正などしてくださる協力者を求めています（P:人物伝/PJ:人物伝）。 |